# Lemma fondamentale di Neyman-Pearson
In statistica, il lemma fondamentale di Neyman-Pearson asserisce che, quando si opera un test d'ipotesi tra due ipotesi semplici H0:  θ=θ0 e H1:  θ=θ1, il rapporto delle funzioni di verosomiglianza che rigetta {\displaystyle H_{0}} in favore di {\displaystyle H_{1}} quando
{\displaystyle \Lambda (x):={\frac {L(\theta _{0}\mid x)}{L(\theta _{1}\mid x)}}\leq k{\mbox{ con }}P(\Lambda (X)\leq k|H_{0})=\alpha }
rappresenta il test di verifica più potente a livello di significatività α per una soglia k. Se il test è il più potente per tutti i {\displaystyle \theta _{1}\in \Theta _{1}}, si dice che è quello uniformemente più potente (in inglese UMP) tra le alternative del set.
Il lemma deve questo nome ai suoi formulatori, Jerzy Neyman e Egon Pearson.